# Sinich
Sinich (italienisch Sinigo) ist ein Ortsteil der Gemeinde Meran und liegt etwa 4 km südlich des Stadtzentrums.

## Lage
Sinich liegt im Etschtal im Burggrafenamt, im Süden des Meraner Talkessels und somit im Süden des Meraner Stadtgebiets. Der Ortsteil entstand nahe der Mündung des Sinichbachs in einem ehemaligen Sumpfgebiet auf der orographisch linken, östlichen Seite der Etsch. Sinich ist im Osten durch den Tschögglberg begrenzt. Im Süden grenzt der Ortsteil an die Gemeinde Burgstall.

## Geschichte

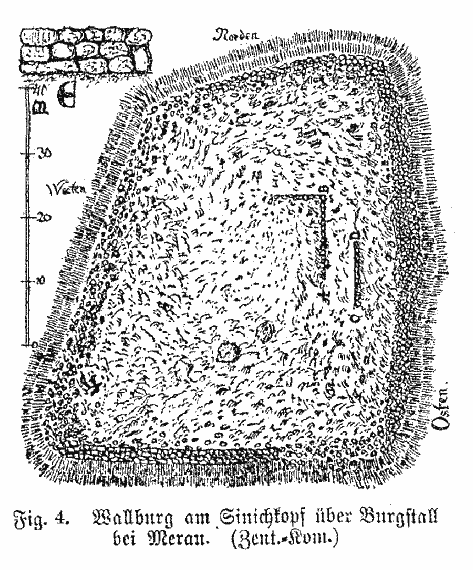
Skizze der „Wallburg“ am Sinichkopf aus der Kunstgeschichte Tirols und Vorarlbergs von Karl Atz, 1909, S. 7

Zwischen Sinich und der Fragsburg liegt der Sinichkopf (46° 38′ 1,7″ N, 11° 11′ 7,1″ O), auf dem in grauer Vorzeit eine kleine Wallburg-Siedlung aus der Bronzezeit stand.
Sinich ist bereits im späten 13. Jahrhundert urkundlich als „ze Ursinie“ sowie 1350 als „von der Sini“ genannt. Der Sprachforscher Egon Kühebacher führt den Namen auf die Verkleinerung des lateinischen Personennamens *Ursus zu *Ursinus zurück, der in der deutschen Aussprache ab dem 14. Jahrhundert über *Ursinie zu *Sinig wurde.
Kirchlich gehörte Sinich ursprünglich zur Pfarre Mais, wie eine Meraner Notariatsaufzeichnung von 1407 („in plebe Mais auf dem Sinigen“) bezeugt.
Die Örtlichkeit ist im Zuge der italienischen Siedlungspolitik zu der Zeit des Faschismus in den 1920er Jahren auf seine heutige Größe herangewachsen. Die teils sumpfigen Gebiete unweit Merans wurden von der „Opera Nazionale Combattenti“, welche während des Ersten Weltkrieges gegründet worden war, trockengelegt. Im Folgenden baute die Firma Montecatini Wohnsiedlungen für die aus dem Rest Italiens kommenden Arbeiterfamilien. Im Zuge dieser Ansiedlung wurde von derselben Firma, neben Wohnungen, Kindergärten, Schulen und einer Kirche, auch eine Düngemittelfabrik, in der die italienischen Arbeiter arbeiteten, errichtet.
Anfangs trug das neu entstandene Dorf noch den Namen Borgo Vittoria. Erst später wurde wieder der ursprüngliche Name Sinich verwendet.
Die Kirche zum heiligen Justus wurde 1928 errichtet. Nachdem in den 1990ern durch die Errichtung von zahlreichen neuen Mehrfamilienhäusern im Süden des historischen Ortszentrums von Sinich die Bevölkerung deutlich gewachsen war, wurde die alte Kirche den Ansprüchen nicht mehr gerecht. Daher wurde in den 2000ern die neue Pfarrkirche neben der alten Kirche errichtet.

## Industrie
In Sinich befindet sich eine Fabrik der MEMC, die zum amerikanischen Großkonzern SunEdison gehört. Diese produziert dort seit Jahrzehnten sogenannte Silizium-Wafer. Zudem stellte die MEMC lange Jahre auch ein Vorprodukt der Wafer her: polykristallines Silizium. Für diesen Arbeitsschritt musste Trichlorsilan in aufwändig gesicherten Gefahrenguttransporten nach Meran gebracht werden. 2010/2011 errichtete der bedeutendste Zulieferer Evonik nach Abschluss eines langfristigen Liefervertrags neben dem Gelände der MEMC in Sinich für rund 200 Millionen Euro eine Trichlorsilan-Produktion, um den teuren Transportweg auf ein Minimum zu reduzieren. Da der globale Solarmodulmarkt allerdings in diesen Jahren zusammenbrach, fasste die MEMC den Entschluss, die Produktion von polykristallinem Silizium aufzugeben, wodurch nun die gerade errichtete Trichlorsilan-Anlage überflüssig wurde. Um aus dem langfristigen Liefervertrag aussteigen zu können, kaufte die MEMC der Evonik die Anlage der Trichlorsilan-Produktion für rund 70 Millionen Euro ab. In der Folge wurde die Produktion von Trichlorsilan und polykristallinem Silizium eingestellt. 2014 veräußerte die MEMC ihren Betriebszweig zur Herstellung Trichlorsilans und polykristallinen Siliziums an das Unternehmen Solland Silicon. Während die MEMC/SunEdison die Produktion der Silizium-Wafer fortführte (die benötigten Vorprodukte wurden aus Kostengründen nun nicht mehr selbst hergestellt, sondern angeliefert), nahm der von Solland Silicon übernommene Zweig die Produktion nicht mehr auf. 2016 wurde die Solland Silicon für insolvent erklärt. Ihre Produktionsstätte wurde 2019, nachdem zuvor sieben Versteigerungen leer ausgegangen waren, für 1,75 Millionen Euro an lokale Unternehmer verkauft, die sie nach einer abgeschlossenen Bonifizierung anderweitig weiterverwenden möchten.

## Bildung
In Sinich gibt es je eine Grundschule für die deutsche und die italienische Sprachgruppe.